# 自旋-軌道作用
在量子力學裏，一個粒子因為自旋與軌道運動而產生的作用，稱為自旋-軌道作用（英語：Spin–orbit interaction），也稱作自旋-軌道效應或自旋-軌道耦合。最著名的例子是電子能級的位移。電子移動經過原子核的電場時，會產生電磁作用．電子的自旋與這電磁作用的耦合，形成了自旋-軌道作用。譜線分裂實驗明顯地偵測到電子能級的位移，證實了自旋-軌道作用理論的正確性。另外一個類似的例子是原子核殼層模型能級的位移。
半導體或其它新穎材料常常會涉及電子的自旋-軌道效應。自旋電子學專門研究與應用這方面的問題。

## 電子的自旋-軌道作用
在這篇文章裏，會以相當簡單與公式化的方式，詳細地講解一個束縛於原子內的電子的自旋-軌道作用理論。這會用到電磁學、非相對論性量子力學、一階微擾理論。這自旋-軌道作用理論給出的答案，雖然與實驗結果並不完全相同，但相當的符合。更嚴謹的導引應該從狄拉克方程式開始，也會求得相同的答案。若想得到更準確的答案，則必須用量子電動力學來計算微小的修正。這兩種方法都在本條目範圍之外。

### 磁場
雖然在原子核的靜止參考系 (rest frame) ，並沒有作用在電子上的磁場；在電子的靜止參考系，有作用在電子上的磁場存在。暫時假設電子的靜止參考系為慣性參考系，則根據狹義相對論，磁場 {\displaystyle \mathbf {B} \,\!} 是
{\displaystyle \mathbf {B} =-\,{\frac {\mathbf {v} \times \mathbf {E} }{c^{2}}}\,\!} ；(1)
其中，{\displaystyle \mathbf {v} \,\!} 是電子的速度，{\displaystyle \mathbf {E} \,\!} 是電子運動經過的電場，{\displaystyle c\,\!} 是光速。
以質子的位置為原點，則從質子產生的電場是
{\displaystyle \mathbf {E} ={\frac {Ze}{4\pi \epsilon _{0}r^{2}}}{\hat {\mathbf {r} }}={\frac {Ze}{4\pi \epsilon _{0}r^{3}}}\mathbf {r} \,\!} ；
其中，{\displaystyle Z\,\!} 是質子數量（原子序數），{\displaystyle e\,\!} 是單位電荷量，{\displaystyle \epsilon _{0}\,\!} 是真空電容率，{\displaystyle {\hat {r}}\,\!} 是徑向單位向量，{\displaystyle r\,\!} 是徑向距離，徑向向量 {\displaystyle \mathbf {r} \,\!} 是電子的位置。
電子的動量 {\displaystyle \mathbf {p} \,\!} 是
{\displaystyle \mathbf {p} =m\mathbf {v} \,\!} ；
其中，{\displaystyle m\,\!} 是電子的質量。
所以，作用於電子的磁場是
{\displaystyle \mathbf {B} ={\frac {Ze}{4\pi \epsilon _{0}mc^{2}r^{3}}}\,\mathbf {r} \times \mathbf {p} ={\frac {Ze}{4\pi \epsilon _{0}mc^{2}r^{3}}}\,\mathbf {L} \,\!} ；(2)
其中，{\displaystyle \mathbf {L} \,\!} 是角動量，{\displaystyle \mathbf {L} =\mathbf {r} \times \mathbf {p} \,\!} 。
{\displaystyle \mathbf {B} \,\!} 是一個正值因子乘以 {\displaystyle \mathbf {L} \,\!} ，也就是說，磁場與電子的軌道角動量平行。

### 磁矩
電子自旋的磁矩 {\displaystyle {\boldsymbol {\mu }}\,\!} 是
{\displaystyle {\boldsymbol {\mu }}=\gamma \,\mathbf {S} \,\!} ；
其中，{\displaystyle \gamma ={\frac {g_{s}q_{e}}{2m}}\,\!} 是旋磁比 (gyromagnetic ratio) ，{\displaystyle \mathbf {S} \,\!} 是自旋角动量，{\displaystyle g_{s}\,\!} 是朗德g因子，{\displaystyle q_{e}\,\!} 是電荷量。
電子的朗德g因子（g-factor）是 {\displaystyle 2\,\!} ，電荷量是 {\displaystyle -e\,\!} 。所以，
{\displaystyle {\boldsymbol {\mu }}=-{\frac {e}{m}}\mathbf {S} \,\!} 。(3)
電子的磁矩與自旋反平行。

### 哈密頓量微擾項目
自旋-軌道作用的哈密頓量微擾項目是
{\displaystyle H'=-{\boldsymbol {\mu }}\cdot \mathbf {B} \,\!} 。
代入 {\displaystyle {\boldsymbol {\mu }}\,\!} 的公式 (3) 和 {\displaystyle \mathbf {B} \,\!} 的公式(2)，經過一番運算，可以得到
{\displaystyle H'={\frac {Ze^{2}}{4\pi \epsilon _{0}m^{2}c^{2}}}\ {\frac {\mathbf {L} \cdot \mathbf {S} }{r^{3}}}\,\!}
一直到現在，都還沒有考慮到電子靜止坐標乃非慣性坐標。這事實引發的效應稱為托馬斯進動 (Thomas precession) 。因為這效應，必須添加因子 {\displaystyle 1/2\,\!} 在公式裏。所以，
{\displaystyle H'={\frac {Ze^{2}}{8\pi \epsilon _{0}m^{2}c^{2}}}\ {\frac {\mathbf {L} \cdot \mathbf {S} }{r^{3}}}\,\!} 。

### 能級位移
在準備好了自旋-軌道作用的哈密頓量微擾項目以後，現在可以估算這項目會造成的能量位移。特別地，想要找到 {\displaystyle H_{0}\,\!} 的本徵函數形成的基底，使 {\displaystyle H'\,\!} 能夠對角化。為了找到這基底，先定義總角動量算符 {\displaystyle \mathbf {J} \,\!} ：
{\displaystyle \mathbf {J} =\mathbf {L} +\mathbf {S} \,\!} 。
總角動量算符與自己的內積是
{\displaystyle \mathbf {J} ^{2}=\mathbf {L} ^{2}+\mathbf {S} ^{2}+2\mathbf {L} \cdot \mathbf {S} \,\!} 。
所以，
{\displaystyle \mathbf {L} \cdot \mathbf {S} ={1 \over 2}(\mathbf {J} ^{2}-\mathbf {L} ^{2}-\mathbf {S} ^{2})\,\!} 。
請注意 {\displaystyle H'\,\!} 與 {\displaystyle \mathbf {L} \,\!} 互相不對易， {\displaystyle H'\,\!} 與  {\displaystyle \mathbf {S} \,\!} 互相不對易。讀者可以很容易地證明這兩個事實。由於這兩個事實，{\displaystyle H_{0}\,\!} 與 {\displaystyle \mathbf {L} \,\!} 的共同本徵函數不能被當做零微擾波函數，用來計算一階能量位移 {\displaystyle E^{(1)}\,\!} 。{\displaystyle H_{0}\,\!} 與 {\displaystyle \mathbf {S} \,\!} 的共同本徵函數也不能被當做零微擾波函數，用來計算一階能量位移 {\displaystyle E^{(1)}\,\!} 。可是， {\displaystyle H'\,\!} 、{\displaystyle J^{2}\,\!} 、{\displaystyle L^{2}\,\!} 、{\displaystyle S^{2}\,\!} ，這四個算符都互相對易。{\displaystyle H_{0}\,\!} 、{\displaystyle J^{2}\,\!} 、{\displaystyle L^{2}\,\!} 、{\displaystyle S^{2}\,\!} ，這四個算符也都互相對易。所以，{\displaystyle H_{0}\,\!} 、{\displaystyle J^{2}\,\!} 、{\displaystyle L^{2}\,\!} 、{\displaystyle S^{2}\,\!} ，這四個算符的共同本徵函數 {\displaystyle |n,j,l,s\rangle \,\!} 可以被當做零微擾波函數，用來計算一階能量位移 {\displaystyle E_{n}^{(1)}\,\!} ；其中， {\displaystyle n\,\!} 是主量子數，{\displaystyle j\,\!} 是總角量子數，{\displaystyle l\,\!} 是角量子數，{\displaystyle s\,\!} 是自旋量子數。這一組本徵函數所形成的基底，就是想要尋找的基底。這共同本徵函數 {\displaystyle |n,j,l,s\rangle \,\!} 的 {\displaystyle \mathbf {L} \cdot \mathbf {S} \,\!} 的期望值是
{\displaystyle {\begin{aligned}\langle n,j,l,s\,|\,\mathbf {L} \cdot \mathbf {S} \,|\,n,j,l,s\rangle &={1 \over 2}(\langle \mathbf {J} ^{2}\rangle -\langle \mathbf {L} ^{2}\rangle -\langle \mathbf {S} ^{2}\rangle )\\&={\hbar ^{2} \over 2}[j(j+1)-l(l+1)-s(s+1)]\\&={\hbar ^{2} \over 2}[j(j+1)-l(l+1)-3/4]\\\end{aligned}}\,\!}；
其中，電子的自旋 {\displaystyle s=1/2\,\!} 。
經過一番繁瑣的運算，可以得到 {\displaystyle r^{-3}\,\!} 的期望值
{\displaystyle \langle n,j,l,s\,|\,r^{-3}\,|\,n,j,l,s\rangle ={\frac {2Z^{3}}{a_{0}^{3}n^{3}l(l+1)(2l+1)}}\,\!} ；
其中，{\displaystyle a_{0}={\frac {4\pi \epsilon _{0}\hbar ^{2}}{me^{2}}}\,\!} 是波耳半徑。
將這兩個期望值的公式代入，能級位移是
{\displaystyle E_{n}^{(1)}={\frac {Z^{4}e^{2}\hbar ^{2}}{8\pi \epsilon _{0}m^{2}c^{2}a_{0}^{3}}}\ {\frac {[j(j+1)-l(l+1)-3/4]}{n^{3}\,l(l+1)(2l+1)}}\,\!} 。
經過一番運算，可以得到
{\displaystyle E_{n}^{(1)}={\frac {(E_{n}^{(0)})^{2}}{mc^{2}}}\ {\frac {2n[j(j+1)-l(l+1)-3/4]}{l(l+1)(2l+1)}}\,\!} ；
其中，{\displaystyle E_{n}^{(0)}={\frac {Z^{2}\hbar ^{2}}{2ma_{0}^{2}n^{2}}}\,\!} 是主量子數為 {\displaystyle n\,\!} 的零微擾能級。
特別注意，當 {\displaystyle l=0\,\!} 時，這方程式會遇到除以零的不可定義運算；雖然分子項目 {\displaystyle j(j+1)-l(l+1)-3/4=0\,\!} 也等於零。零除以零，仍舊無法計算這方程式的值。很幸運地，在精細結構能量微擾的計算裏，這不可定義問題自動地會消失。事實上，當 {\displaystyle l=0\,\!} 時，電子的軌道運動是球對稱的。這可以從電子的波函數的角部分觀察出來，{\displaystyle l=0\,\!} 球諧函數是
{\displaystyle Y_{0}^{0}={\frac {1}{\sqrt {4\pi }}}\,\!} ，
由於完全跟角度無關，角動量也是零，電子並不會感覺到任何磁場，所以，電子的 {\displaystyle l=0\,\!} 軌道沒有自旋-軌道作用。

## 參閱
- 斯塔克效應
- 塞曼效應
- 超精細結構
- 蘭姆位移

## 外部連結
- 圣地牙哥加州大学物理系量子力学視聽教學： 自旋-軌道作用